# Commissione medica di verifica
La commissione medica , n acronimo CM, è un organo sanitario collegiale che si occupa di certificare l'invalidità civile, la cecità civile, la sordità civile, l'handicap e la disabilità, istituito dal 1º aprile 2007 presso l'INPS, ai sensi della legge 2 dicembre 2005 n. 248.
In precedenza, detti organismi dipendevano dal Ministero dell'Economia e delle Finanze, attraverso le Direzioni territoriali dell'economia e delle finanze, già Direzioni provinciali dei servizi vari, articolazione periferiche del Ministero.
Esse erano inizialmente istituite in ogni capoluogo di provincia il 6 settembre 1989, in applicazione del D.M. Tesoro 6 luglio 1989, col nome di commissioni mediche periferiche per le pensioni di guerra e l'invalidità civile.
Dal 1998 hanno assunto l'attuale denominazione di commissioni mediche di verifica.

## Premessa
È compito dello Stato, ai sensi dell'art. 38 della Costituzione, assicurare ai cittadini non in grado di svolgere attività lavorativa, un livello minimo di sussistenza economica.
Tale fine si realizza attraverso l'erogazione di trattamenti economici a soggetti riconosciuti invalidi.
I soggetti che possono accedere a tale diritto sono:
- minorati;
- invalidi civili;
- ciechi;
- sordi;

purché:
- cittadini italiani residenti;
- cittadini appartenenti all'U.E. e residenti in Italia per motivi di lavoro;
- apolidi residenti;
- stranieri con permesso di soggiorno di durata non inferiore ad un anno;
- rifugiati stranieri residenti in Italia

Competente a pronunciarsi definitivamente è la commissione medica di verifica sulla base di giudizi formulati dalle commissioni sanitarie delle A.S.L.

## Tipologie delle commissioni sanitarie
Esistono tre tipologie di commissioni sanitarie:
1. la commissione medica presso le ASL;
2. la commissione medica di verifica presso l'INPS;
3. la commissione medica superiore.

### La commissione medica presso le ASL
Ad essa vanno inoltrate le domande per ottenere l'accertamento di invalidità civile, cecità, sordità, per la dichiarazione di handicap e per la valutazione delle disabilità ai fini del collocamento al lavoro.

### La commissione medica di verifica
Si occupa dei controlli su tutti gli accertamenti sanitari effettuati dalla commissione medica dell'ASL, sulle visite periodiche di verifica e sulle pensioni di guerra (DPR 377/99), nonché sul giudizio di inidoneità dei docenti e del personale ATA delle scuole. Inoltre, si occupa di certificare l'inidoneità specifica dei dipendenti pubblici, ad esempio l'inidoneità allo svolgimento di mansioni di vigilanza e conseguente spostamento a mansioni amministrative.

### La commissione medica superiore
È operativa a livello nazionale, quale organo di consulenza sanitaria per pareri sui ricorsi gerarchici presentati dall'invalido avverso la commissione medica delle ASL e della CMV nonché contro i provvedimenti emanati dal direttore della DTEF.

## Composizione della commissione
La CMV è presieduta da un presidente nominato dal Ministero dell'Economia e delle Finanze, che coordina con legalità e regolarità l'attività della CMV e dei suoi membri, stabilendo altresì i turni delle sedute ed il numero di visite da effettuare.
L'incarico di medico convenzionato della CMV è incompatibile con l'incarico contemporaneo di componente di commissione medica dell'ASL.
La commissione medica di verifica controlla sia i verbali relativi alle domande tendenti ad ottenere la pensione, l'assegno o l'indennità di indennità civile, sia i verbali relativi alle domande tendenti ad ottenere benefici diversi (collocamento obbligatorio, assegnazione di protesi, esenzione del ticket, ecc).
La CMV può conformarsi ai pareri espressi dalla commissione sanitaria dell'ASL e quindi restituire il verbale, entro 60 giorni con l'apposizione del proprio timbro. In caso di non accettazione del parere, in seduta collegiale, può comunicare la sospensione della procedura richiedendo ulteriori accertamenti sanitari all'ASL competente o può convocare l'interessato a visita diretta dalla quale potrà essere emesso un verbale di cui sarà inviata copia all'interessato e una copia conforme alla commissione medica dell'Asl.

## Ricorsi
Ricorsi contro il giudizio della commissione medica dell'asl o CMV nonché contro i provvedimenti di concessione o di diniego emessi dal direttore della DPSV possono essere operati solo in sede giurisdizionale al giudice del lavoro entro 6 mesi dalla notifica dell'atto.

## Le verifiche
Sono disciplinate dalla legge 291/88, art. 3, dal D.M. 293/89, dalla legge 425/96. Hanno il fine di accertare la permanenza dei requisiti sanitari che hanno dato luogo al beneficio economico.
Vengono disposte dal direttore generale della Direzione centrale degli uffici locali e servizi del tesoro attraverso l'operato dei giudici convenzionati della CMV a livello periferico, o dalla commissione medica superiore, a livello centrale.
Si realizzano attraverso piani ordinari annuali, predisposti dal direttore generale della Direzione centrale degli uffici locali e servizi del tesoro e piani straordinari, previsti dalla legge 425/96.
Il nuovo sistema di accertamento prevede una verifica dei requisiti socio-economici attraverso una verifica incrociata con le banche dati dell'Agenzia delle entrate e dell'INPS.
L'accertamento della permanenza dei requisiti sanitari avviene attraverso visita diretta dell'interessato.
Al termine della visita, i medici redigono un verbale da intendersi definitivo, in quanto non deve essere sottoposto, come in precedenza, a visto preventivo della commissione medica superiore.
Qualora sia riscontrata la permanenza dei requisiti, il verbale viene conservato agli atti della commissione medica di verifica, altrimenti, in caso contrario, il verbale deve essere tempestivamente trasmesso alla Direzione centrale degli uffici locali e servizi del tesoro per la valutazione del Comitato Sanitario per l'omogeneizzazione e uniformità del giudizio medico-legale, giudizio al quale la CMV potrà adeguarsi o dissentire rendendo in quest'ultimo caso definitivo il proprio giudizio.
Il provvedimento di revoca emanato dal direttore centrale del Tesoro è preceduto dalla sospensione cautelativa dei pagamenti disposta dal direttore della DPSV con relativa comunicazione all'INPS che dovrà subito sospendere i pagamenti. La Direzione centrale degli uffici locali e servizi del tesoro, entro 90 giorni provvederà alla revoca del beneficio stesso con decorrenza dalla data della visita di verifica ai sensi della legge 425/96.
I decreti di revoca possono essere impugnati in sede giurisdizionale, presentando ricorso al giudice ordinario, sezione del lavoro del tribunale territorialmente competente.

## Integrazione all'attività delle CMV
In applicazione del DPR 377/99, in seguito al decentramento di adempimenti in materia pensionistica di guerra, la CMV viene ad occuparsi anche degli accertamenti del requisito di invalidità riguardanti gli orfani maggiorenni inabili di titolare di pensione di guerra, dell'aggravamento della patologia che ha dato luogo alla concessione di pensione diretta di guerra per dar modo alla DTEF di procedere all'emissione del decreto concessivo di trattamento di tabella G o di tabella N.
Contro i provvedimenti emessi dalla DPSV è ammesso ricorso gerarchico in sede amministrativa entro 30 giorni dalla notifica del provvedimento al alla Direzione centrale degli uffici locali e servizi del tesoro oppure ricorso in sede giurisdizionale alla Corte dei Conti Regionale, entro il termine di cinque anni dalla notifica del provvedimento.
La legge finanziaria del 2002 ha attribuito alle CMV di pronunciarsi sull'idoneità di servizio cui sono preposti gli insegnanti, nonché il personale ATA.

## Trasferimento di competenze all'INPS
Come predetto a decorrere dal 1º aprile 2007, in attuazione dell'art. 10 del decreto legge 30 settembre 2005 n. 230, convertito, con modificazioni, dalla legge 2 dicembre 2005 n. 247, sono trasferite all'INPS le funzioni in materia di invalidità civile, cecità civile, sordità civile, handicap e disabilità già di competenza del Ministero dell'Economia e delle Finanze.
Dalla medesima data, una quota del personale amministrativo (300 unità) del Ministero dell'Economia e delle Finanze, è stato trasferito all'INPS.